# William C. Gribble Jr.

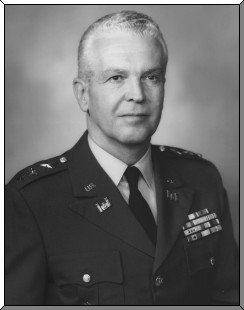
William C. Gribble Jr.

William Charles Gribble Jr. (* 24. Mai 1917 in Ironwood, Gogebic County, Michigan; † 2. Juni 1979 in Fort Belvoir, Fairfax County, Virginia) war ein Generalleutnant der United States Army. Er war unter anderem Kommandeur des United States Army Corps of Engineers. 
William Gribble besuchte drei Jahre lang das Michigan College of Mining. In den Jahren 1937 bis 1941 durchlief er die United States Military Academy in West Point. Nach seiner Graduation wurde er als Leutnant den Pionieren (Corps of Engineers) zugeteilt. In der Armee durchlief er anschließend alle Offiziersränge vom Leutnant bis zum Drei-Sterne-General.
Im Lauf seiner militärischen Karriere absolvierte Gribble verschiedene Kurse und Schulungen. Dazu gehörten unter anderem das Command and General Staff College in Fort Leavenworth, das National War College, die University of Chicago und die Michigan Technological University.
Während des Zweiten Weltkriegs war er zunächst in den Vancouver Barracks im Bundesstaat Washington beim 18. Engineer-Regiment stationiert. Im März 1942 wurde er zum 340. Engineer-Regiment versetzt, wo er für einige Zeit am Bau des Alaska Highways beteiligt war. Im weiteren Verlauf des Kriegs wurde er in den pazifischen Raum beordert, wo er zu den Einheiten gehörte, die den Vormarsch von Douglas MacArthurs Truppen von Neuguinea zu den Philippinen unterstützten. Dabei stieg Gribble bis zum Kommandeur des 118. Engineer-Bataillons auf, das der 43. Infanteriedivision unterstand.
Nach dem Krieg wurde Gribble zunächst zum Engineer-Bezirk in Chicago versetzt, wo er typische Aufgaben seines Corps übernahm. Dazu gehörte unter anderem der Hochwasserschutz, der Ausbau von Hafenanlagen und deren militärischer Verteidigung. Danach folgte in den Jahren 1946 bis 1948 sein Studium an der University of Chicago. Anschließend wurde Gribble in das Nuklearprogramm der amerikanischen Streitkräfte eingebunden. Er war für kurze Zeit auf der Sandia Base in New Mexico stationiert und arbeitete danach in den Los Alamos National Laboratorys. Zwischen 1953 und 1956 war Gribble Mitglied der United States Atomic Energy Commission in Washington, D.C. Dort war er an der Entwicklung des ersten Atomreaktors der US-Armee in Fort Belvoir beteiligt.
Zwischen 1956 und 1960 war William Gribble im Bezirk Alaska des Corps of Engineers tätig, den er ab 1958 leitete. Danach leitete er in den Jahren 1960 und 1961 das Nuklearprogramm des US-Heeres. Anschließend war er bis 1963 Stabsoffizier in der Abteilung für militärische Bauprojekte (Militatry Construction) im Hauptquartier des Corps of Engineers in Washington D.C. Zwischen Mai und November 1963 leitete er die North Central Division der Engineers in Chicago. Anschließend wurde er Stabsoffizier beim United States Army Materiel Command. Dieses Amt hatte er in den Jahren 1964 bis 1966 inne. Danach war er bis 1969 Stabsoffizier im Heeresministerium. Es folgte in den Jahren 1969 und 1970 das Kommando über das Army Engineer Center und Fort Belvoir sowie über die Army Engineer School. Anschließend wurde er erneut zum Stab des Heeresministeriums versetzt.
Am 1. August 1973 übernahm William Gribble das Kommando über das gesamte Corps of Engineers. In dieser Funktion löste er Frederick J. Clarke ab. Dieses Amt behielt er bis Juni 1976, als John W. Morris seine Nachfolge antrat. Anschließend ging Gribble in den Ruhestand. 
Er starb am 2. Juni 1979 infolge einer Krebserkrankung und wurde auf dem amerikanischen Nationalfriedhof Arlington beigesetzt. 

## Orden und Auszeichnungen
William Gribble erhielt im Lauf seiner militärischen Laufbahn unter anderem folgende Auszeichnungen:
- Army Distinguished Service Medal
- Legion of Merit
- Bronze Star Medal